# Issarlès
Issarlès est une commune française, située dans le département de l'Ardèche en région Auvergne-Rhône-Alpes.

## Géographie
Issarlès est située à 946 mètres d'altitude sur la rive droite de la Loire. Outre cette dernière, plusieurs ruisseaux parcourent le territoire de la municipalité. Le village est posé sur une coulée basaltique, dans une zone qui abrite les massifs volcaniques les plus récents du territoire français et dont les dernières manifestations dateraient d'un peu plus de 10 000 ans[réf. à confirmer]. La source d'eau minérale gazeuse de l'Orcival atteint la surface par l'intermédiaire de fissures de grandes profondeurs. La commune s'étend depuis la haute vallée de la Loire au hameau des Combes à 1 260 mètres d'altitude, soit une dénivellation communale de plus de 400 mètres (850 mètres au bord de la Loire). Le granite et le basalte sont très présents et constituent les matériaux traditionnels de construction des maisons. La forêt occupe une surface importante et abrite des fruits rouges en été (framboises et myrtilles) ainsi que des champignons. La forêt a pris de l'importance avec le pin, le hêtre, le sapin. Cette ressource est sous-exploitée et devrait permettre dans les années futures des pistes de développement importantes. Les prés et pâturages consacrés à l'agriculture et à l'élevage se couvrent au printemps de fleurs de toutes espèces. De nombreux oiseaux dont le milan royal, le faucon crécerelle, la buse variable ont pris leurs habitudes ; plus rarement un couple d'aigles royaux survole le territoire. À proximité  du Chomeil et des Combes, des zones sont classées Natura 2000 au titre de la directive habitats.

### Climat
Pour des articles plus généraux, voir Climat d'Auvergne-Rhône-Alpes et Climat de l'Ardèche.
En 2010, le climat de la commune est de type climat de montagne, selon une étude du CNRS s'appuyant sur une série de données couvrant la période 1971-2000. En 2020, Météo-France publie une typologie des climats de la France métropolitaine dans laquelle la commune est exposée à un climat de montagne ou de marges de montagne et est dans la région climatique Sud-est du Massif Central, caractérisée par une pluviométrie annuelle de 1 000 à 1 500 mm, minimale en été, maximale en automne.
Pour la période 1971-2000, la température annuelle moyenne est de 8,4 °C, avec une amplitude thermique annuelle de 15,7 °C. Le cumul annuel moyen de précipitations est de 1 216 mm, avec 9,2 jours de précipitations en janvier et 6,3 jours en juillet. Pour la période 1991-2020, la température moyenne annuelle observée sur la station météorologique de Météo-France la plus proche, « Cros Géorand », sur la commune de Cros-de-Géorand à 9 km à vol d'oiseau, est de 8,0 °C et le cumul annuel moyen de précipitations est de 1 410,4 mm,. Pour l'avenir, les paramètres climatiques de la commune estimés pour 2050 selon différents scénarios d'émission de gaz à effet de serre sont consultables sur un site dédié publié par Météo-France en novembre 2022.

## Urbanisme

### Typologie
Au 1er janvier 2024, Issarlès est catégorisée commune rurale à habitat très dispersé, selon la nouvelle grille communale de densité à 7 niveaux définie par l'Insee en 2022.
Elle est située hors unité urbaine et hors attraction des villes,.

### Occupation des sols
L'occupation des sols de la commune, telle qu'elle ressort de la base de données européenne d’occupation biophysique des sols Corine Land Cover (CLC), est marquée par l'importance des forêts et milieux semi-naturels (50,4 % en 2018), en diminution par rapport à 1990 (58,2 %). La répartition détaillée en 2018 est la suivante : 
prairies (47,3 %), forêts (46,1 %), milieux à végétation arbustive et/ou herbacée (4,4 %), zones agricoles hétérogènes (2,2 %).
L'évolution de l’occupation des sols de la commune et de ses infrastructures peut être observée sur les différentes représentations cartographiques du territoire : la carte de Cassini (XVIIIe siècle), la carte d'état-major (1820-1866) et les cartes ou photos aériennes de l'IGN pour la période actuelle (1950 à aujourd'hui).

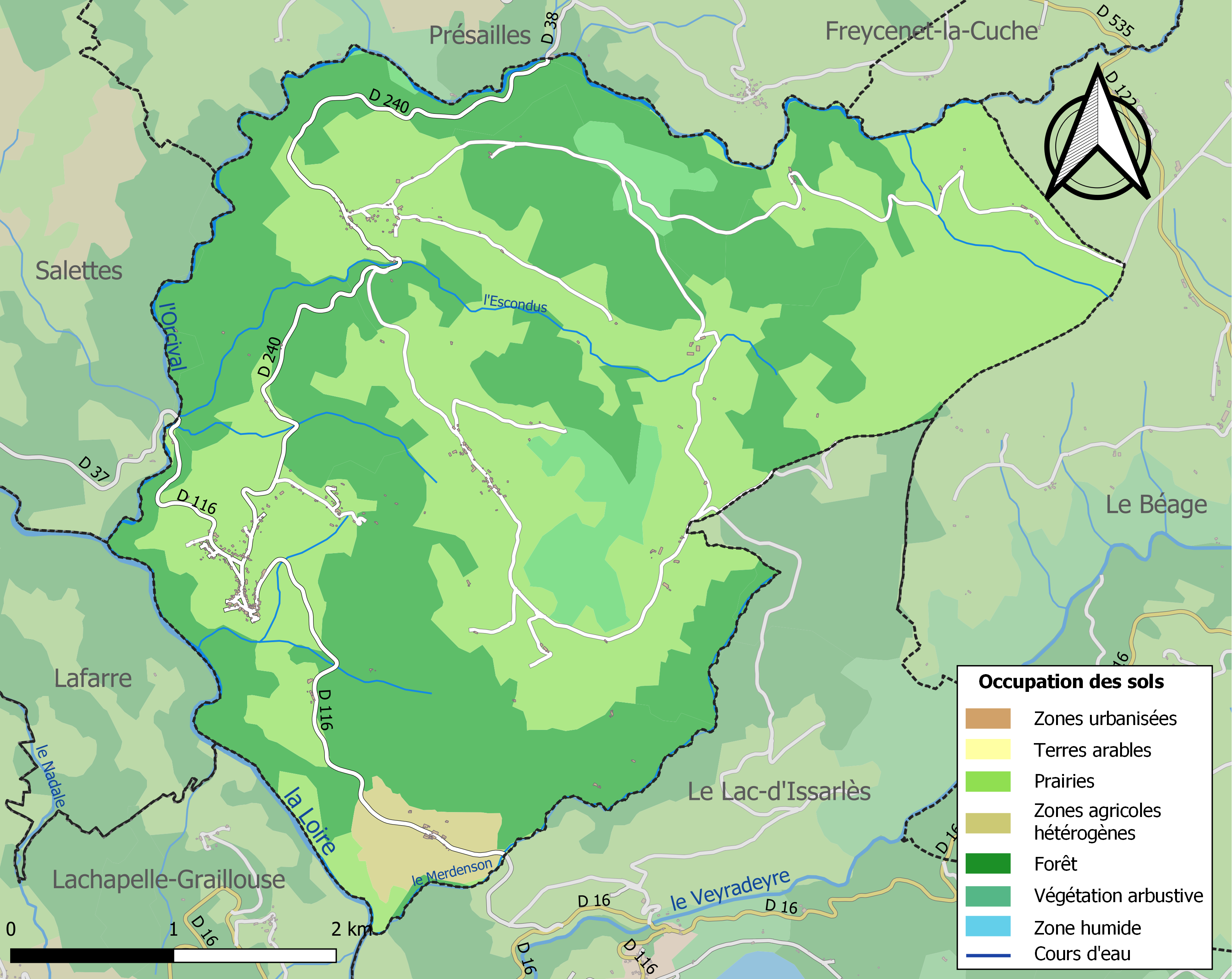
Carte des infrastructures et de l'occupation des sols de la commune en 2018 (CLC).

## Histoire
Le « pagus » ou comté de Viviers était divisé en 14 vigueries ou Arx ou Arcis. Issarlès était une de ces vigueries avec Pradelles pour la montagne ardéchoise. La viguerie est apparue à l'époque carolingienne, qui a débuté avec Pépin le Bref en 751. Les viguiers assuraient la justice et faisaient respecter l'autorité des comtes. Les plus vieux textes écrits sont d'origine ecclésiastique et concernent souvent des donations. Ils sont extraits des précieux débris de la Charta Vetus qui est un recueil des chartes anciennes du diocèse de Viviers. De ces textes on trouve : en 955 une personne nommée Étienne qui fit don à l'abbaye de Saint-Chaffre du Monastier de dix manses dans la viguerie d'Issarlès. Une bulle du pape Paul II du 29 novembre 1468 donna à Antoine Ithier de Géorand dit le Vieux, prieur d'Arlempdes, la cure de l'église Saint-Victor d'Issarlès. La viguerie se nomme aussi Arcis et s'appelle assez vite mandement dans les écrits de l 'époque.
Le mandement de la paroisse d'Issarlès était situé à les Arcis d'Issarlès, un des hameaux de la commune d'Issarlès. Ce mandement cité en 1464 est resté jusqu'à la Révolution et provient de la viguerie. En 1762 Louis de Barbon avocat conseiller au siège présidial du Puy en assure la charge il possédait la maison forte du hameau. Un mandement était un lieu de justice seigneuriale qui percevait les tailles (impôts) et redevances et une direction de la commission des estimes (estimation de la richesse en bien, immobilier et animaux des assujettis) pour chaque paroisse.
La révolution de 1848 est bien accueillie à Issarlès, située dans un canton majoritairement royaliste, et son maire est profondément républicain.
Entre les deux guerres Issarlès était active avec une grosse foire par mois, sauf pendant les fenaisons. Il y avait plusieurs commerces : épicerie, horloger, cordonnier, coiffeur. Un bac sur la Loire transportait les personnes, les animaux et les marchandises. Le transport par bac s'arrête dans les années 1950 avec les travaux des barrages pour alimenter la centrale de Montpezat.
La commune d'Issarlès est démembrée en 1929 avec la création cette même année de la commune du Lac-d'Issarlès, création faite à la demande des habitants de cette partie du territoire d'Issarlès. Cette scission entraîne la perte de 43,8% de son territoire pour la commune d'Issarlès, qui passe ainsi de 32,79 km2 à 18,44 km2.
Après un pic démographique atteint en 1886 (1.998 habitants), la population baisse depuis lors pour n'atteindre en 2018 que 408 habitants pour l'ensemble Issarlès - Le-Lac-d'Issarlès, soit une baisse de près de 80% en 132 ans. Concernant la seule commune d'Issarlès actuelle, la population a baissé de 82,8% entre 1931 (804 habitants) et 2018 (138 habitants).

## Politique et administration

### Liste des maires
| Période                                  | Période                   | Identité         | Étiquette | Qualité     |
| ---------------------------------------- | ------------------------- | ---------------- | --------- | ----------- |
| Les données manquantes sont à compléter. |                           |                  |           |             |
| mars 2001                                | mars 2008                 | Jean-Paul Eyraud | DVD       | Agriculteur |
| mars 2008                                | En cours (au 6 août 2020) | Michel Testud,   | DVD       | Agriculteur |

## Population et société

### Démographie
L'évolution du nombre d'habitants est connue à travers les recensements de la population effectués dans la commune depuis 1793. Pour les communes de moins de 10 000 habitants, une enquête de recensement portant sur toute la population est réalisée tous les cinq ans, les populations de référence des années intermédiaires étant quant à elles estimées par interpolation ou extrapolation. Pour la commune, le premier recensement exhaustif entrant dans le cadre du nouveau dispositif a été réalisé en 2005.

En 2022, la commune comptait 125 habitants, en évolution de −13,79 % par rapport à 2016 (Ardèche : +2,48 %, France hors Mayotte : +2,11 %).
| 1793  | 1800  | 1806  | 1821  | 1831  | 1836  | 1841  | 1846  | 1851  |
| ----- | ----- | ----- | ----- | ----- | ----- | ----- | ----- | ----- |
| 1 203 | 1 231 | 1 251 | 1 267 | 1 422 | 1 328 | 1 499 | 1 594 | 1 464 |

| 1856  | 1861  | 1866  | 1872  | 1876  | 1881  | 1886  | 1891  | 1896  |
| ----- | ----- | ----- | ----- | ----- | ----- | ----- | ----- | ----- |
| 1 522 | 1 614 | 1 705 | 1 665 | 1 772 | 1 895 | 1 998 | 1 886 | 1 760 |

| 1901  | 1906  | 1911  | 1921  | 1926  | 1931 | 1936 | 1946 | 1954 |
| ----- | ----- | ----- | ----- | ----- | ---- | ---- | ---- | ---- |
| 1 740 | 1 724 | 1 606 | 1 543 | 1 416 | 804  | 767  | 657  | 616  |

| 1962 | 1968 | 1975 | 1982 | 1990 | 1999 | 2005 | 2006 | 2010 |
| ---- | ---- | ---- | ---- | ---- | ---- | ---- | ---- | ---- |
| 516  | 428  | 332  | 245  | 217  | 166  | 165  | 165  | 166  |

| 2015 | 2020 | 2022 | - | - | - | - | - | - |
| ---- | ---- | ---- | - | - | - | - | - | - |
| 145  | 125  | 125  | - | - | - | - | - | - |

## Économie
Deux scieries façonnent du bois d'œuvre "débit sur liste", principalement des charpentes pour les maisons. Les fermes se sont modernisées en production laitière et en élevage, elles fournissent des viandes de veau et de bœuf. Il demeure un bureau de poste. Un boulanger et un boucher assurent des tournées périodiques.

## Culture locale et patrimoine

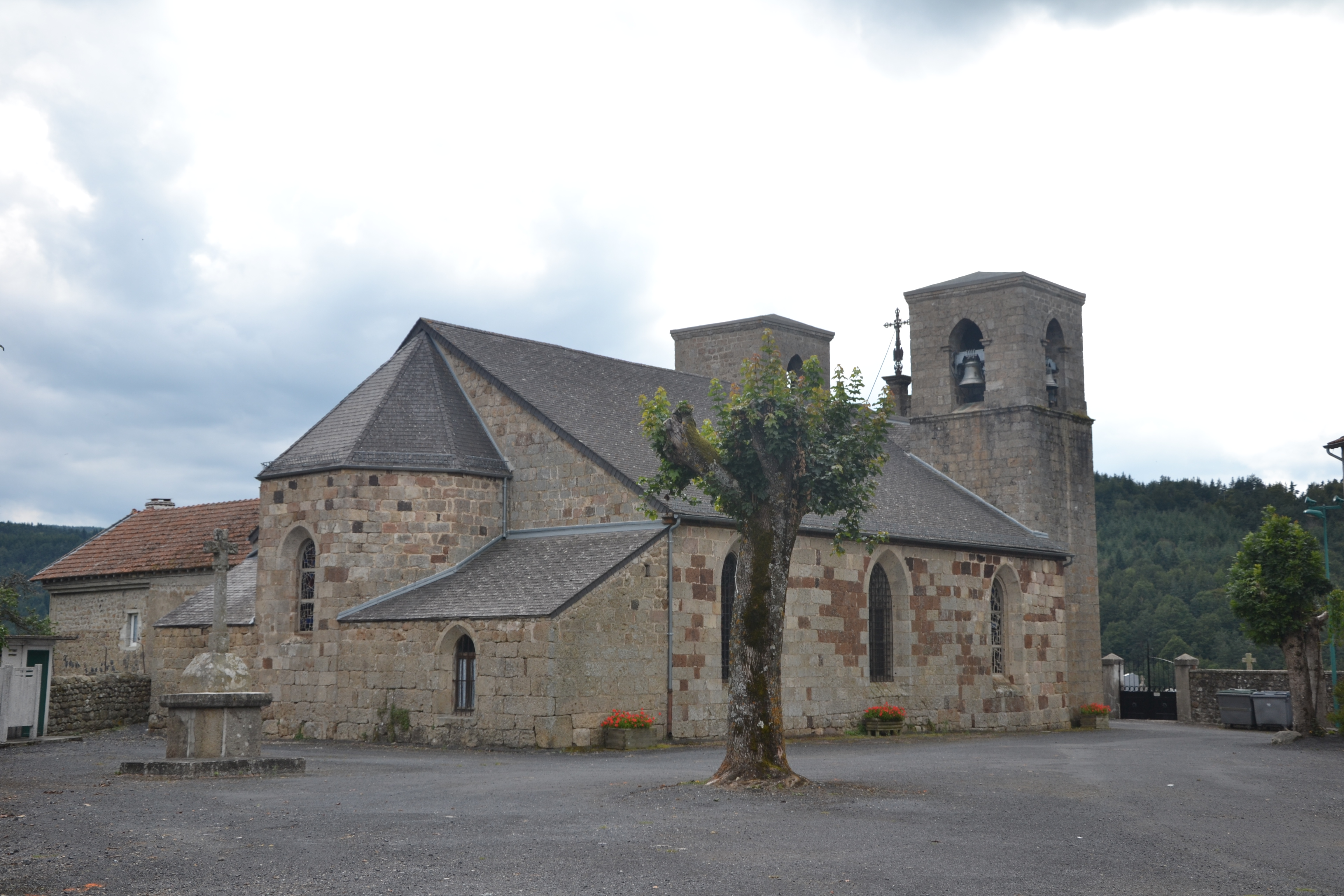
Église Saint-Victor d'Issarlès.

### Lieux et monuments
- L'église Saint-Victor d'Issarlès possède une partie du XIe siècle. Elle a été restaurée avec le concours des paroissiens ;
- L'urbanisme d'Issarlès est particulier : la localité s'est construite autour de deux places, il n'y a pas de rue sauf pour les accès routiers ;
- Ancienne école paroissiale construite fin XIXe siècle, en pierre de taille ;
- Vieilles maisons aux murs de granite et aux toits de lauze ;
- Il reste encore quelques maisons couvertes de genêts dans la commune dont une bien conservée et entretenue par son propriétaire au Couderc de la Vaisse entre les Arcis et les Combes ;
- Cascade sur la rivière de l’Orcival, attention l'accès est difficile et réclame des notions d'alpinisme.
- Points de vue sur le Velay depuis deux hameaux de la commune : les Arcis et le Mont ; au-dessus des Combes point de vue circulaire, avec beaucoup de profondeur sur les monts d’Ardèche, le Tanargue, le Velay.
- Source d'eau minérale gazeuse[26] dans la vallée de l'Orcival avec dépôt ferrugineux caractéristiques des eaux minérales naturelles et bulles de gaz carbonique sortant de l'Orcival. Ce site est d'un accès difficile et non balisé.

### Héraldique
| Blason de Issarlès | Blason  | Coupé : au 1er parti au I d’argent au dauphin de gueules barbé, crêté, lorré, oreillé et peautré d’azur, au II d’argent à deux sapins coupés de sinople, au 2e d’azur à deux montagnes de sinople mouvant d’une champagne ondée d’azur chargée de deux burelles ondées d’argent, au voilier d’argent voguant sur ladite mer et brochant sur les monts. |
| Blason de Issarlès | Détails | Le statut officiel du blason reste à déterminer. |

### Vie locale
Le village est bâti autour de deux places dont une a gardé sa magnifique pelouse et qui servaient dans le passé aux foires et marchés.

### Projet éolien et dissension au sein de la population
Le conseil municipal actuel a lancé fin 2015 un projet industriel éolien porté par EDF Énergies Nouvelles, pour le plateau situé au-dessus de la commune et en direction du mont Mézenc. Un article dans l'édition papier de l’Éveil a été publié à ce sujet. L'objectif est d'implanter 8 éoliennes de 120 m au mat (soit 155 m aux pales). Ce projet installe doucement la discorde au sein des habitants de la commune. Alors qu'une majorité des riverains s'oppose à ce projet, la mairie et le conseil municipal continuent de le faire avancer et refusent tout dialogue. Une association qui regroupe les riverains d'Issarlès et des communes voisines, a été créée pour défendre le patrimoine du plateau, les paysages et les intérêts des habitants.
Le 18 novembre 2016, le Conseil Municipal a voté la signature de la promesse de bail avec le promoteur, une trentaine de personnes sont venus assister à la séance, une vidéo de la séance est postée sur le blog de l'association d'opposants et montre le décalage entre les élus et les riverains, qui n'ont jamais eu l'occasion ni d'être informé, ni de s'exprimer, dans tout le processus de décision de la mairie.
Parmi les personnes opposées au projet, des agriculteurs ont refusé de signer les nouveaux baux de fermage qui donnent carte blanche pour l'installation des éoliennes et les travaux nécessaires sur les terrains agricoles, le maire a obtenu le droit d'ester en justice lors de cette même séance de conseil municipal, et lance des procédures d'expulsion envers ces agriculteurs, ainsi que d'autres actions en justice contre d'autres opposants, dont la seconde adjointe du maire qui dénonce des pressions et des « mesures de rétorsion ».
Avec la signature de la promesse de bail, la commune est désormais engagée jusqu'au bout du processus, et si les différentes études du promoteur sont positives, ce nouveau parc éolien sera situé en bordure du PNR des Monts d'Ardèche et à seulement 7 km du Mont Mézenc.